# Castres, Tarn

Castres (occitană Castras) este un oraș din sudul Franței, sub-prefectură a departamentului Tarn, în regiunea Midi-Pirinei. În 2009 avea o populație de 42.701 de locuitori.
Castres este o comună în departamentul Tarn din sudul Franței. În 2009 avea o populație de 42.701 de locuitori.

## Evoluția populației
| An        | 1975   | 1982   | 1990   | 1999   | 2006   | 2009   |
| --------- | ------ | ------ | ------ | ------ | ------ | ------ |
| Populație | 45.978 | 45.578 | 44.812 | 43.496 | 43.141 | 42.701 |